# Gådefuld forsvinden
Gådefuld forsvinden, på engelsk Gone for Good, er en krimi, skrevet af Harlan Coben og originalt udgivet i 2002 af Lennart Sane Agency. Den er oversat til dansk af Vibeke Weitemeyer og udgivet af Aschehoug i Danmark i 2005.
Den handler om Will Klein og hans søgen efter sin bror, Ken, der er forsvundet og siden opsøges af McGuane og "Genfærdet."
| Bog | Spire Denne artikel om bøger og tidsskrifter er en spire som bør udbygges. Du er velkommen til at hjælpe Wikipedia ved at udvide den. |